# سید باقر سیدی بنابی
سید باقر سیدی بنابی (زاده ۱۳۴۶ بناب) با کسب ۱۴۱۰۱۶ رای بعنوان نماینده استان آذربایجان شرقی در ششمین دوره مجلس خبرگان رهبری انتخاب شد.